# Afrikai országok zászlóinak képtára
Ez a galéria Afrika országainak és afrikai tagállamokkal rendelkező nemzetközi szervezeteknek a zászlóit mutatja be.

## Nemzetközi

A Kelet-Afrikai Közösség zászlajaA Kelet-Afrikai Közösség zászlaja
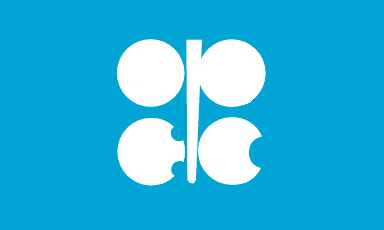
Az OPEC zászlaja

## Kelet-Afrika

Brit Indiai-óceáni Terület zászlaja (Nagy-Britannia)
Burundi zászlaja
Comore-szigetek zászlaja
Dzsibuti zászlaja
Eritrea zászlaja
Etiópia zászlaja
Kenya zászlaja
Madagaszkár zászlaja
Malawi zászlaja
Mauritius zászlaja
Mozambik zászlaja
Réunion zászlaja
Ruanda zászlaja
Seychelle-szigetek zászlaja
Szomália zászlaja
Tanzánia zászlaja
Uganda zászlaja
Zambia zászlaja
Zimbabwe zászlaja

## Közép-Afrika

Angola zászlaja
Kamerun zászlaja
Közép-afrikai Köztársaság zászlaja
Csád zászlaja
Kongói Demokratikus Köztársaság zászlaja
Kongói Köztársaság zászlaja
Egyenlítői-Guinea zászlaja
Gabon zászlaja
São Tomé és Príncipe zászlaja

## Észak-Afrika

Algéria zászlaja
Kanári-szigetek zászlaja (Spanyolország)
Ceuta zászlaja (Spanyolország)
Egyiptom zászlaja
Líbia zászlaja
Melilla zászlaja (Spanyolország)
Marokkó zászlaja
Szudán zászlaja
Tunézia zászlaja
Nyugat-Szahara zászlaja

## Dél-Afrika

Botswana zászlaja
Lesotho zászlaja
Namíbia zászlaja
Dél-afrikai Köztársaság zászlaja
Szváziföld zászlaja

## Nyugat-Afrika

Benin zászlaja
Burkina Faso zászlaja
Zöld-foki-szigetek zászlaja
Elefántcsontpart zászlaja
Gambia zászlaja
Ghána zászlaja
Guinea zászlaja
Bissau-Guinea zászlaja
Libéria zászlaja
Mali zászlaja
Mauritánia zászlaja
Niger zászlaja
Nigéria zászlaja
Szent Ilona zászlaja (Nagy-Britannia)
Szenegál zászlaja
Sierra Leone zászlaja
Togo zászlaja
Tristan da Cunha zászlaja (Nagy-Britannia)